# Antonin Berval
Pour les articles homonymes, voir Berval.
Antonin Pasteur, dit Antonin Berval, est un chanteur et acteur français né le 12 décembre 1891 à Avignon et mort le 14 octobre 1966 à Nice.

## Biographie
Il débute à l'Alcazar de Marseille. Remarqué par Maurice Yvain lors d'une tournée dans le Midi, il monte à Paris où il chante Ma quique à l'Olympia en 1924, avant de créer en 1925 aux Nouveautés le rôle de Gilbert Valandray dans l'opérette Pas sur la bouche.
En 1931, il joue le rôle de Marius (« un Marius un peu sacrifié mais d'une étonnante vérité ») dans Fanny, le deuxième volet de la Trilogie marseillaise au théâtre de Paris, en remplacement de Pierre Fresnay qui juge le rôle trop court mais n'est pas retenu pour l'adaptation cinématographique, malgré le soutien de Raimu.

## Théâtre
- 1925 : Pas sur la bouche d'André Barde et Maurice Yvain : Gilbert Valandray
- 1931 : Fanny de Marcel Pagnol, mise en scène Harry Baur, Théâtre de Paris

## Filmographie

### Cinéma
- 1929 : La Chanson du cabanon (court-métrage)
- 1929 : Ma quique (court-métrage)
- 1931 : Arthur ou Le Culte de la beauté de Léonce Perret : Hubert de Fondragon
- 1931 : Le Costaud des PTT de Jean Bertin et Rudolph Maté
- 1932 : Si tu veux de André Hugon : Renaud
- 1932 : Maurin des Maures de André Hugon : Maurin
- 1932 : Aux urnes, citoyens ! de Jean Hémard : un électeur à voix
- 1933 : Les Vingt-huit Jours de Clairette d'André Hugon : Vivarel
- 1933 : L'Illustre Maurin de André Hugon : Maurin
- 1934 : Roi de Camargue de Jacques de Baroncelli : Renaud
- 1934 : Chourinette de André Hugon : Vernonet
- 1934 : Justin de Marseille de Maurice Tourneur : Justin
- 1934 : L'Espionne du palace de Gaston Jacquet et René Ruffi (court-métrage)
- 1935 : Gaspard de Besse de André Hugon : Gaspard
- 1936 : La Tentation de Pierre Caron
- 1936 : Notre-Dame-d'Amour de Pierre Caron
- 1936 : Le Roman d'un spahi de Michel Bernheim : Saint-Hilaire
- 1936 :  Romarin  de André Hugon : Tonin
- 1937 : Un soir à Marseille de Maurice de Canonge : Inspecteur Francis
- 1937 : Franco de port de Dimitri Kirsanoff : Monsieur Fred
- 1938 : Firmin, le muet de Saint-Pataclet de Jacques Séverac : Firmin
- 1939 : Une java de Claude Orval : Yann
- 1939 : Quartier sans soleil de Dimitri Kirsanoff : Bebert
- 1942 : Cap au large de Jean-Paul Paulin : Simon
- 1943 : La Chèvre d'or de René Barberis : Galfar
- 1946 : L'Homme traqué de Robert Bibal : Victor
- 1946 : Le Cabaret du grand large de René Jayet : le commissaire Thomas
- 1946 : Cinq à sept de René Jayet (court-métrage)
- 1946 : Le Testament de René Jayet (court-métrage)
- 1946 : Une voix ordonne de René Jayet (court-métrage)
- 1947 : Miroir de Raymond Lamy : Folco
- 1947 : Mandrin de René Jayet : Général La Morlière
- 1948 : Si ça peut vous faire plaisir de Jacques Daniel-Norman : Viala
- 1948 : Triple enquête de Claude Orval
- 1948 : L'Armoire volante de Carlo Rim : Grand Charles
- 1949 : L'Ange rouge de Jacques Daniel-Norman : Antonin Baretta
- 1950 : Le Furet de Raymond Leboursier : Vignolles
- 1950 : Les Aventuriers de l'air de René Jayet : Docquois
- 1950 : Les Souvenirs de Maurin des Maures de André Hugon (court-métrage)
- 1951 : Porte d'Orient de Jacques Daroy : le capitaine Palmade
- 1951 : Dakota 308 de Jacques Daniel-Norman : le commissaire Baron
- 1951 : La Table-aux-crevés de Henri Verneuil : le père Gari
- 1951 : Au pays du soleil de Maurice de Canonge : l'inquiet
- 1952 : Sérénade au bourreau de Jean Stelli : l'nspecteur Léon Fourasse
- 1952 : Le Boulanger de Valorgue de Henri Verneuil : Courtecuisse
- 1952 : Un duel à mort de Pierre Blondy (court-métrage) : L'autre pêcheur
- 1953 : Le Club des 400 coups de Jacques Daroy : M. de Saint-Febvrier
- 1953 : Carnaval de Henri Verneuil : le commissaire
- 1953 : L'Île aux femmes nues de Henri Lepage : Farigoule
- 1954 : La Caraque blonde de Jacqueline Audry : Léon Barcarin
- 1955 : Port du désir de Edmond T. Gréville : Léon
- 1955 : Le Tournant dangereux de Robert Bibal
- 1955 : La Lumière d'en face de Georges Lacombe : Albert
- 1956 : Les Truands de Carlo Rim : le troisième fils Benoît
- 1957 : Le rouge est mis de Gilles Grangier : Zé
- 1957 : Paris clandestin de Walter Kapps : Bramati
- 1957 : Une manche et la belle de Henri Verneuil : le maire
- 1959 : Nuits de Pigalle de Georges Jaffé : Bob, l'imprésario